# Funware
Funware, um termo criado por Gabe Zichermann, é o uso de mecânicas de jogos em contextos não relacionados a jogos para incentivar as ações desejadas do usuário e gerar fidelidade. Funware normalmente emprega mecânica de jogo, como pontos, tabelas de classificação, medalhas, desafios e níveis.
Funware é empregado na internet em sites como eBay e Facebook, além de, em software aplicativo, como MyTown e atividades offline como acúmulo de pontos e níveis em programas de milhagem. Os sites usam cada vez mais serviços de software de gamificação, como o UserInfuser, para aumentar o envolvimento do usuário.